# Est du Canada

Carte de l'Est du Canada défini politiquement

L'Est du Canada, également appelé les provinces de l'Est, est la région du Canada située à l'est du Manitoba comprenant les provinces de l'Ontario, du Québec, du Nouveau-Brunswick, de la Nouvelle-Écosse, de l'Île-du-Prince-Édouard et de Terre-Neuve-et-Labrador. En fait, le Québec et l'Ontario forment le Centre du Canada tandis que les autres provinces de l'Est forment les provinces de l'Atlantique. La région comprend la capitale du pays, Ottawa.
Une autre définition de l'Est du Canada, utilisée notamment par La Presse canadienne, est la partie du Canada située à l'est de Thunder Bay en Ontario en incluant cette ville,  ce qui exclut une partie de l'ouest de l'Ontario.

## Démographie
La population totale de la région de l'Est du Canada est d'environ 23 946 177 habitants en 2016, soit 70 % de la population canadienne. La plupart de la population est située en Ontario et au Québec. En fait, la région comprend trois des cinq plus grands centres métropolitains du pays incluant Toronto, ville pour laquelle la population est la quatrième en l'Amérique du Nord.
| Province                | Population |
| ----------------------- | ---------- |
| Ontario                 | 13 448 494 |
| Québec                  | 8 164 361  |
| Nouvelle-Écosse         | 923 598    |
| Nouveau-Brunswick       | 747 101    |
| Terre-Neuve-et-Labrador | 519 716    |
| Île-du-Prince-Édouard   | 142 907    |
| Total                   | 23 946 177 |

## Politique
L'Est du Canada est représenté par un total de 213 députés à la Chambre des communes du Canada (106 en Ontario, 75 au Québec et 32 dans les provinces de l'Atlantique) et par 78 sénateurs au Sénat du Canada.

## Drapeaux provinciaux

Ontario
Québec
Nouveau-Brunswick
Île-du-Prince-Édouard
Nouvelle-Écosse
Terre-Neuve-et-Labrador